# 미쓰오카 신야
미쓰오카 신야(일본어: 光岡 眞矢, 1976년 4월 22일 ~ )는 일본의 전 축구 선수이다.

## 구단 경력
1995년 J1리그의 요코하마 플뤼겔스에 입단했다. 1997년에 천황배 준우승. 1998년 교토 퍼플 상가로 이적했다. 2001년 J2리그의 베갈타 센다이로 이적했다. 2001년 J2리그 우승으로 J1리그로 승격했다. 2003년 일본 풋볼 리그의 사가와 급편 도쿄로 이적했다. 2003년후 현역 은퇴.